# Cerapterocerus australia
Cerapterocerus australia är en stekelart som beskrevs av Girault 1917. Cerapterocerus australia ingår i släktet Cerapterocerus och familjen sköldlussteklar. Inga underarter finns listade i Catalogue of Life.